# Décollement
Een décollement of décollement-horizont (van het Franse décoller: "loslaten", het Engelse detachment horizon wordt ook veel gebruikt) is in de structurele geologie een vlak in de aardkorst waar het gesteente een lagere sterkte heeft zodat het makkelijk deformeert. Langs décollements kunnen zich makkelijker breuken of schuifzones ontwikkelen.
Als een gesteentelaag zwakker is dan omringende lagen wil dat natuurkundig zeggen dat de laag een grotere compressiemodulus heeft of de hydraulische druk binnen in de laag hoger is.

## Belang van décollements voor tektoniek
Décollements kunnen de tektonische stijl in een gebied op grondige wijze beïnvloeden. Ze zijn zeer belangrijk voor overschuivingstektoniek, de tektonische stijl waarbij zich onder compressieve spanningen overschuivingen ontwikkelen, horizontale breuken waarover zich grote massa's gesteente kunnen verplaatsen. Zo is de laag Triassische evaporieten in de ondergrond van vrijwel heel West- en Zuid-Europa bepalend voor de tektoniek: deze vormen een zachte laag waarover de jongere, hardere kalksteenlagen uit het Jura en Krijt konden bewegen. In bijvoorbeeld de Alpen of Pyreneeën konden uit sedimentaire gesteenten bestaande dekbladen over honderden kilometers verplaatst worden in de richting van het voorland.
Behalve in gebergten spelen décollements een rol in alle gebieden waar overschuivingstektoniek heerst, zoals in accretiewiggen of in tektonisch actieve gebieden midden in platen of continenten. Ze kunnen ook belangrijk zijn in gebieden waar extensietektoniek heerst, hier vormen ze de zwakke vlakken waarlangs zich afschuivingen kunnen vormen.

## Soorten décollements
Evaporiet bestaat grotendeels uit steenzout (gesteente dat voornamelijk uit haliet bestaat), een materiaal dat onder oppervlakte-omstandigheden hard is maar op vrij geringe diepte in de ondergrond ductiel deformeert ("vloeit"). Andere gesteenten die als décollement kunnen dienen zijn bijvoorbeeld kalksteen (onder bepaalde druk en temperatuuromstandigheden is calciet zeer zacht) of schalie. Welk gesteente als décollement dient hangt af van de temperatuur en druk. Onder sommige omstandigheden zal het ene gesteente zwakker zijn, onder andere omstandigheden juist sterker.

## Historische rol
Rond 1900 werden al décollements ontdekt in de Jura, waar kalkstenen uit het Jura en Krijt over een evaporiet-décollement zijn verschoven. De belangrijke rol van deze décollements werd pas later ingezien, onder andere door de herkenning van grote overschuivingen in de Alpen en Schotse hooglanden. Het duurde lang voordat horizontale overschuivingen werden geaccepteerd als de dominante structuren in gebergtes, vooral omdat men begin 20e eeuw nog aannam dat de aardkorst grotendeels vast om de Aarde lag (zogenaamd fixisme). Met de opkomst van de theorie van platentektoniek in de jaren 60 van de 20e eeuw waren horizontale bewegingen in de korst opeens niet meer zo verbazingwekkend, maar zelfs een logisch gevolg van de beweging van tektonische platen.